# Vinícius Moreira de Lima
Vinícius Moreira de Lima, mais conhecido apenas como Lima (Araçatuba, 11 de junho de 1996), é um futebolista brasileiro que atua como meio-campista e ponta-direita. Atualmente, joga no Fluminense.

## Carreira

### RCD Mallorca
Nascido em Araçatuba, no estado de  São Paulo, Lima ingressou nas bases do Grêmio em 2013, a partir do Tanabi. Em 17 de julho de 2015, ele foi emprestado ao RCD Mallorca, da segunda divisão espanhola, em um contrato de uma temporada.
Inicialmente designado para o time principal, Lima não foi registrado pelo time principal do RCD Mallorca, e só foi designado para o time B em janeiro de 2016. Ele fez sua estreia em 31 de janeiro, entrando em um empate em casa por 0–0 contra o CE Constància, e marcou seu primeiro gol em 13 de fevereiro na vitória por 2–0 também em casa contra o UD Alaró.

### Grêmio
Lima posteriormente retornou ao seu clube de origem, o Grêmio (que recusou uma oferta de 1 milhão de euros de RCD Mallorca), em julho de 2016. Assim, foi incluído no time principal pelo técnico Roger Machado. Ele só fez sua estreia na equipe em 2 de março de 2017, entrando no empate em casa por 1–1 na Primeira Liga contra o Ceará.
Lima fez sua estreia no Brasileirão em 28 de maio de 2017, entrando como um substituto no segundo tempo para o companheiro de pós-graduação Nicolas Careca em uma derrota por 3–4 pro Sport.

### Ceará
No segundo semestre de 2017, foi emprestado ao Ceará, que disputava a Série B e conseguiu contribuir com o acesso do Ceará. Em 12 de agosto de 2017, marcou seu primeiro gol na equipe em uma vitória em casa de 1–0 sobre o CRB, marcando o único gol do jogo pela Série B de 2017.

### Retorno ao Grêmio
Lima é tido como um dos principais reforços do Grêmio para a temporada de 2018, mesmo não sendo uma contratação, já que apenas retornou de empréstimo.
O meia viveu a expectativa de ser um dos destaques do time treinado por César Bueno que disputou o Gauchão de 2018, já que o grupo principal de jogadores voltou tardiamente das férias em virtude do Mundial de 2017. Foi titular na primeira partida da Recopa Sul-Americana de 2018, que terminou em 1–1. Na finalíssima entrou na prorrogação, fazendo assim parte do Bi-campeonato tricolor na competição. O título veio após 0–0 no tempo normal e 5–4 nos pênaltis com a última cobrança defendida por Marcelo Grohe.

### Al Wasl
Em 28 de julho de 2018, foi anunciado que o Grêmio emprestou o meia Lima ao Al Wasl, dos Emirados Árabes Unidos com o contrato selado até junho de 2019. O Tricolor Gaúcho ganhou pouco mais de 2 milhões de reais com a negociação, além de uma opção de compra fixada para o fim do contrato.

### Retorno ao Ceará
Em 13 de julho de 2019, foi anunciado o retorno de Lima por empréstimo pela segunda vez ao Ceará após não ser muito aproveitado no Grêmio. A revelação foi feita pelo presidente do clube cearense, Robinson de Castro, pelo Twitter. Em 17 de outubro, marcou seu primeiro gol no seu retorno em uma derrota pro Santos por 2–1 pelo Brasileirão de 2019, marcando o único gol do time.

### Fluminense
Em 20 de dezembro de 2022, foi anunciado como reforço do Fluminense para 2023. Ao lado de Fábio, é uma das peças mais utilizadas por Fernando Diniz na temporada de 2023. No dia 4 de novembro de 2023 sagrou-se campeão da Copa Conmebol Libertadores da América. Vem tendo importância, mesmo sem ser titular da equipe, em sua primeira temporada pelo Fluminense, tendo feito 66 jogos, marcado 07 gols e dado 05 assistências entre Carioca, Série A, Copa do Brasil, Libertadores e Mundial de Clubes da FIFA. No dia 1 de maio de 2024, durante a estreia do Fluminense na Copa do Brasil de 2024, chegou a sua 15.ª participação direta em gol após 82 partidas com a armadura tricolor. No dia 1 de novembro de 2024, em partida contra o Grêmio pelo returno do Brasileirão, Lima deu assistência para o segundo gol do Fluminense, chegando a sua 20.ª participação direta em gol (13 gols e 07 assistências) em 111 jogos com a armadura tricolor.

## Títulos
Grêmio
- Recopa Sul-Americana: 2018
- Campeonato Gaúcho: 2018

Ceará
- Copa do Nordeste: 2020

Fluminense
- Taça Guanabara: 2023[14]
- Campeonato Carioca: 2023
- Copa Libertadores da América: 2023
- Recopa Sul-Americana: 2024